# Hemogenomika
Hemogenomika, ili hemijska genomika, je sistematsko testiranje namenskih hemijskih kolekcija malih molekula na pojedinačnim familijama bioloških meta (npr., GPCR, nuklearni receptori, kinaze, proteaze, etc.) sa ultimatnim ciljem da se identifikuju novi lekovi i biološke mete lekova. Tipično su pojedini članovi ciljne kolekcije dobro okarakterisani tako da su poznate funkcije njihove bioloških mete, kao i jedinjenja koja modulišu te funkcije (ligandi u slučaju receptora, inhibitori enzima, ili blokatori jonskih kanala). Za druge članove ciljne familije često nije poznata funkcija i nisu utvrđeni ligandi, npr. slučaj orfan receptora. Putem identifikacije aktivnih jedinjenja koja modulišu dejstvo manje poznatih članova biološke familije, može se razjasniti funkcija tih novih bioloških meta. Inicijalni set aktivnih jedinjenja na njima se može koristiti kao početna tačka u procesu okrivanja lekova. Kompletiranjem projekta ljudskog genoma izobilje bioloških meta koje su potencijalno podesne za terapeutsku intervenciju je postalo dostupno. Hemogenomika je usredsređena na izučavanje intersekcije svih poznatih lekova na svim potencijalnim biološkim metama.
Namenske hemijske kolekcije se često konstruišu polazeći od poznatih liganda za jedan ili više članova ciljne biološke familije. Pošto se deo liganda koji su dizajnirani i sintetisani s ciljem vezivanja za jednog člana familije, takođe vezuje za dodatne članove, jedinjenja sadržana u namenskoj kolekciji imaju tendenciju da se kolektivno vezuju u većoj meri za ciljnu biološku familiju.

## Literatura
- Folkers G, Kubinyi H, Müller G, Mannhold R (2004). Chemogenomics in drug discovery: a medicinal chemistry perspective. Weinheim: Wiley-VCH.  3-527-30987-X.
- Jacoby, E (2009). Chemogenomics: methods and applications. Totowa, NJ: Humana Press.  1-60761-273-9.
- Weill N (2011). „Chemogenomic approaches for the exploration of GPCR space”. Curr Top Med Chem. 11 (15): 1944—1955. PMID 21470168. doi:10.2174/156802611796391212.